# براختندورف
براختندورف (به آلمانی: Brachtendorf) یک شهر در آلمان است که در کوخم-تسل واقع شده‌است. براختندورف ۲۷۹ نفر جمعیت دارد.